# 에밀리를 미국 사람으로 만들기
에밀리를 미국 사람으로 만들기(The Americanization Of Emily)는 미국에서 제작된 아더 힐러 감독의 1964년 영화이다. 제임스 가너 등이 주연으로 출연하였고 마틴 랜소호프 등이 제작에 참여하였다.

## 출연

### 주연
- 제임스 가너
- 줄리 앤드류스

### 조연
- 멜빈 더글라스
- 제임스 코번
- 조이스 그렌펠
- 에드워드 빈스
- 리즈 프라저
- 키넌 윈

## 제작진
- 협력프로듀서: 존 칼리
- 의상: 빌 토머스